# Logische redundantie
Logische redundantie treedt op in een digitaal poortnetwerk dat schakelingen bevat die de booleaanse functie niet beïnvloeden. Zulke redundantie kan met opzet worden toegevoegd om kortdurende piekjes in de uitgangssignalen te onderdrukken, door de overgang tussen twee producttermen te laten overlappen door een derde.
Bijvoorbeeld in de vergelijking
{\displaystyle Y=A.B+A'.C+B.C}
is de derde productterm {\displaystyle B.C} redundant. Indien {\displaystyle A} schakelt van 1 naar 0 terwijl {\displaystyle B=1} en {\displaystyle C=1} blijft die actief, waarmee een piekje in het uitgangssignaal wordt voorkomen ingeval de eerste productterm sneller wordt uitgeschakeld dan de tweede wordt ingeschakeld.
Logische redundantie kan ook onbedoeld aanwezig zijn in een digitale schakeling ten gevolge van tekortkomingen in de ontwerprocedure. Hierdoor wordt zonder enige noodzaak een toename in de complexiteit van het netwerk veroorzaakt, ten gevolge waarvan ook nog eens het testen ervan wordt bemoeilijkt. In dit soort gevallen kan de redundantie worden verwijderd door een minimalisatieprocedure uit te voeren, met bijvoorbeeld Karnaugh-diagrammen, het Quine-McCluskey algoritme, dan wel een heuristische procedure op een computer.